# Бутуруджень (комуна)
Бутуруджень, Бутуруджені (рум. Buturugeni) — комуна у повіті Джурджу в Румунії. До складу комуни входять такі села (дані про населення за 2002 рік):
- Бутуруджень (2120 осіб)
- Педурень (1603 особи)
- Поду-Ілфовецулуй (26 осіб)
- Пошта (395 осіб)

Комуна розташована на відстані 22 км на захід від Бухареста, 52 км на північ від Джурджу, 144 км на південь від Брашова.

## Населення
За даними перепису населення 2002 року у комуні проживали 4144 особи.
Національний склад населення комуни:
| Національність | Кількість осіб | Відсоток |
| -------------- | -------------- | -------- |
| румуни         | 3975           | 95,9%    |
| цигани         | 169            | 4,1%     |

Рідною мовою назвали:
| Мова      | Кількість осіб | Відсоток |
| --------- | -------------- | -------- |
| румунська | 4143           | > 99,9%  |
| циганська | 1              | < 0,1%   |

Склад населення комуни за віросповіданням:
| Релігія        | Кількість осіб | Відсоток |
| -------------- | -------------- | -------- |
| православні    | 3998           | 96,5%    |
| баптисти       | 71             | 1,7%     |
| лютерани       | 67             | 1,6%     |
| адвентисти     | 5              | 0,1%     |
| римо-католики  | 1              | < 0,1%   |
| п'ятдесятники  | 1              | < 0,1%   |
| греко-католики | 1              | < 0,1%   |